# Три Єпископства

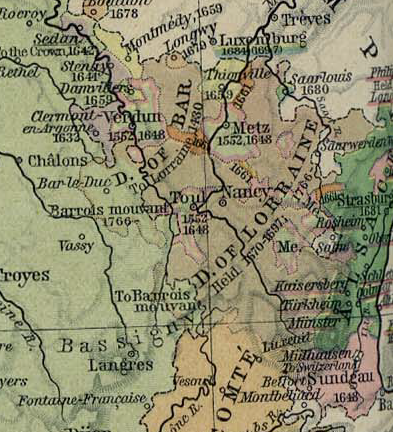
Карта Трьох Єпископств

Три Єпископства (фр. Trois-Évêchés [le tʁwazevɛʃe]) — історичний регіон та історична провінція Французького королівства.
Історично була залишками Священної Римської імперії, де була трьома державами, очолювані князями-єпископами. За Шамборського договором 15 січня 1552 року єпископства були анексовані Францією. Була утворена провінція Trois-Évêchés, що включає в себе єпархії Вердена, Меца і Туля. Однак, після Пассауського договору і Аугсбургського миру Франція не контролювала цю територію, а повернути землі вдалося лише після Вестфальського миру 1648 року.
Проіснувала провінція до Французької революції. Сьогодні її територія розташована в регіоні Лотарингія.
Центри єпископств, собори Вердена, Меца і Туля, є історичними пам'ятками Франції.
Утворену в 1777 році єпархію Сен-Дьє іноді називають «четвертим єпископством Лотарингії». Це дійсно так, але до історії Трьох єпископств єпархія відношення не має.

## Собори Трьох Єпископств

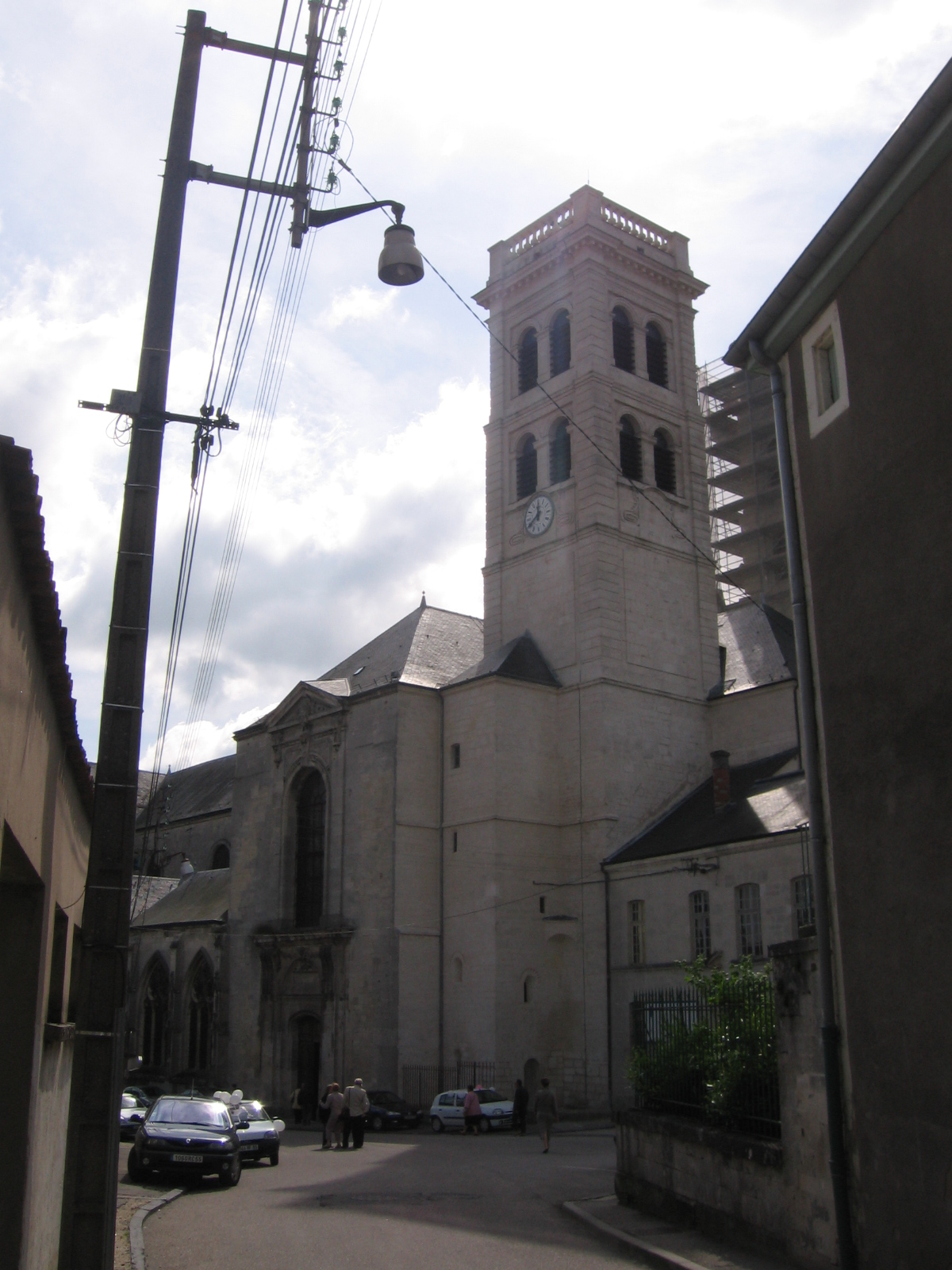
Верденський собор
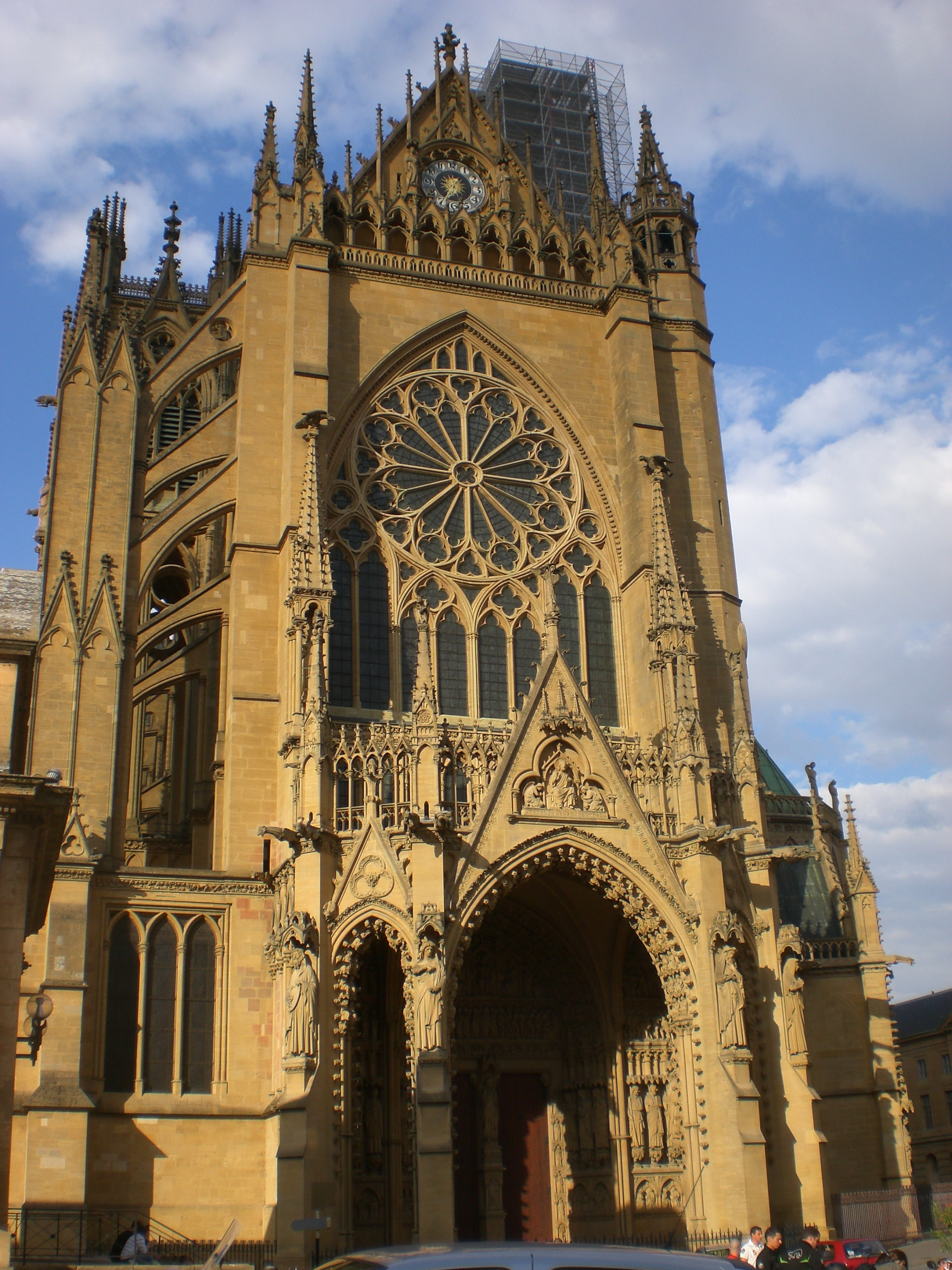
Мецький собор
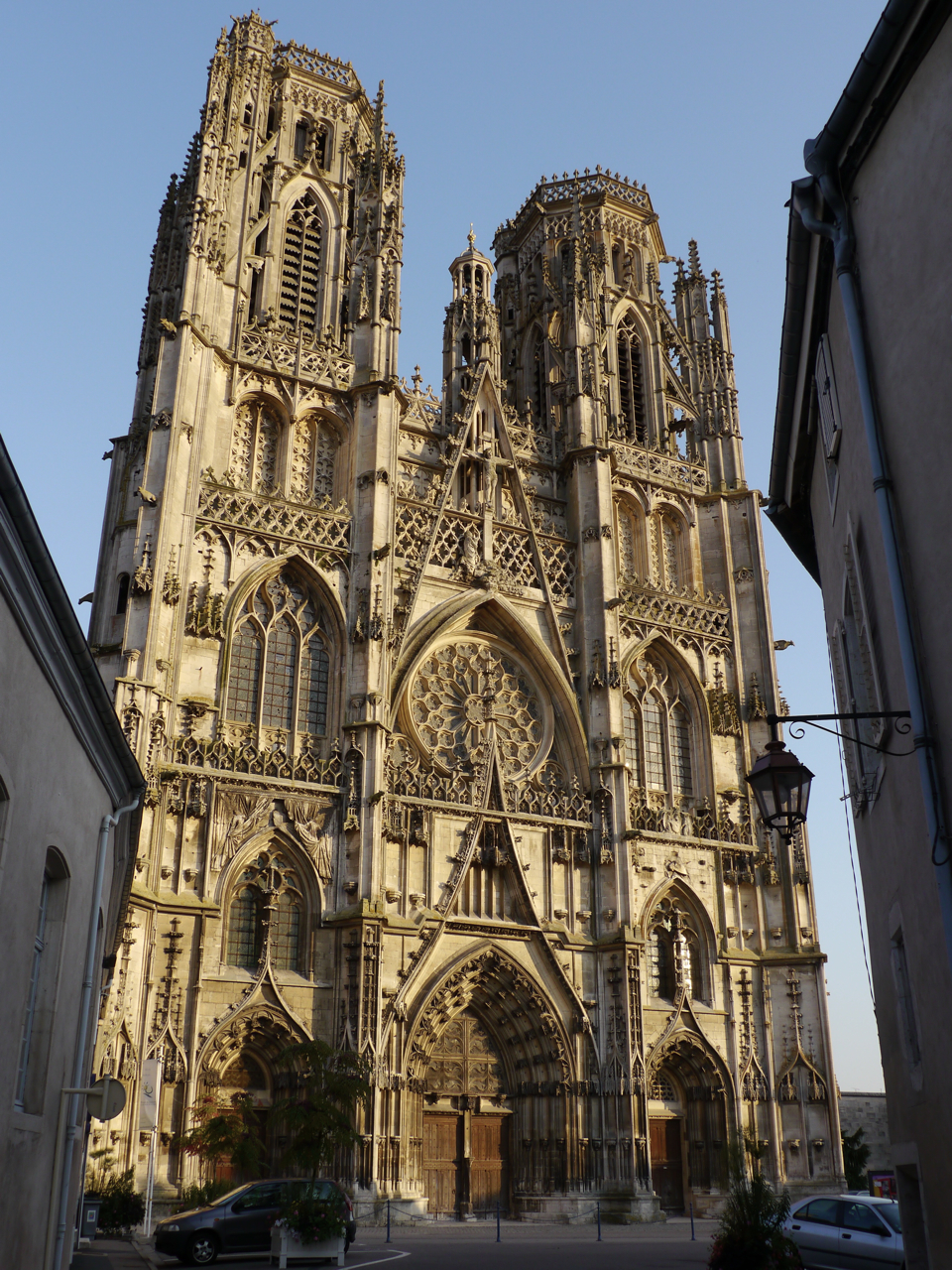
Тульський собор